# Alberche
El Alberche es un río de la península ibérica, afluente del Tajo por la derecha, que discurre por las comunidades autónomas españolas de Castilla y León, Madrid y Castilla-La Mancha. Nace en la vertiente sur de la sierra de Villafranca, perteneciente al sistema Central. Después de un trayecto de 177 km, desemboca a la altura de Talavera de la Reina, en la provincia de Toledo. 
Se encuentra retenido en los embalses de Burguillo y Charco del Cura (Ávila), San Juan y Picadas (Madrid) y Cazalegas (Toledo). Entre sus principales afluentes se encuentran el Cofio y el Perales.

## Curso
El Alberche, cuyo nombre podría provenir del vocablo árabe al-birka, que significa «estanque» o «alberca», presenta un fuerte estiaje, característica común a todos los ríos que nacen de la vertiente meridional del sistema Central. En el plano geológico, sirve de frontera entre las sierras de Gredos y de Guadarrama.
Este río posee un recorrido singular, en forma de ángulo recto invertido, como consecuencia del codo de captura provocado por el río Perales, que le tributa dentro del municipio madrileño de Aldea del Fresno. Desde su nacimiento hasta la citada localidad fluye en dirección oeste-este, para después girar bruscamente hacia el suroeste, rumbo que mantiene hasta su desembocadura en Talavera de la Reina. 

### Curso alto
Su manantial se encuentra a 1700 m de altitud, en el paraje conocido como Fuente Alberche, situado en la loma de Cuarenta Pinos, entre las localidades abulenses de San Martín de la Vega del Alberche y La Herguijuela.
En su primer tramo recorre una extensa vega plana, y se nutre de numerosas gargantas, que bajan desde las montañas que rodean el valle. Cabe citar la garganta del Iruelas, declarada Reserva Natural y Zona de Especial Protección de Aves (ZEPA) por la Junta de Castilla y León, por sus importantes poblaciones de buitres negros, águilas, milanos y otras rapaces en peligro de extinción. Otros tributarios de su curso alto son los arroyos de la Serrota, Arenillas y Piquillo, así como el río Mora.
En la fosa tectónica del alto Alberche el río tiene un curso meandriforme debido a la posible colmatación de una laguna intramontañosa. En esta zona varios arroyos ayudan a que su cauce aumente. Por la margen derecha recibe las aguas de los siguientes arroyos; arroyo de Piñaredondo, arroyo Cañada del Horno, Arroyo de la Mesta, y arroyo de los Calderones. En Navadijos recibe al arroyo de las Veguillas y del Gargantón. Por la margen izquierda recibe  el arroyo de la Piedad , el de Barbabuho la garganta del Villar, el arroyo de Serranos y Peguerinos y el arroyo de Serradillas que viene de Cepeda la Mora y a partir de las Retuertas y Fuente de los Berrocales  el río gira hacia el sur y se encaja en dirección  a Puente Mocho en la Cañada Real Leonesa Occidental, ya junto a la carrera nacional N-502.
A continuación atraviesa los términos de Garganta del Villar y de Navadijos, para después adentrarse en el de Cepeda la Mora, donde comienza a encajonarse. Tras pasar por Navalsáuz, se encamina hacia el puerto del Pico, donde se quiebra hacia la izquierda. Se dirige posteriormente hacia el Valle del Alto Alberche, comenzando por el territorio de Hoyocasero, cuyos límites naturales son la vertiente septentrional del macizo oriental de la sierra de Gredos y la sierra de la Paramera. Destaca su paso por diversas localidades entre las que podemos señalar Burgohondo, donde atraviesa aproximadamente siete kilómetros de su término municipal, o Navaluenga en los que se encuentran varias zonas de baño en el mismo río como Puente Nuevo en Burgohondo y piscinas naturales (formadas en dicho río) como las que se encuentran junto al puente románico de Navaluenga que son una gran atracción turística.
Otras zonas muy frecuentadas por piragüistas de aguas bravas, son los tramos comprendidos entre Navalosa y Puente Morisco, de elevada dificultad, y Puente Nuevo y el embalse de El Burguillo, más asequible, cuya cola se encuentra en el término de Navaluenga, si bien su mayor parte se alza sobre tierras de El Barraco, en la misma provincia. Este pantano tiene una superficie de 910 hectáreas y fue construido en 1913.
Tras salvar la presa, el río vuelve a ser retenido en el embalse del Charco del Cura, ubicado en El Tiemblo. Sin abandonar este municipio, el Alberche recibe las aguas del arroyo de las Tórtolas. En esta área son abundantes los cotos de pesca, en especial de trucha.

### Curso medio
El Alberche entra en la Comunidad de Madrid por el término de San Martín de Valdeiglesias, donde es remansado en el embalse de San Juan, que este municipio comparte con Pelayos de la Presa. En este pantano recibe por la izquierda al río Cofio, que proviene de Peguerinos (Ávila), en la sierra de Guadarrama. Se trata del único embalse de la Comunidad de Madrid donde está permitido el baño y la práctica de actividades acuáticas a motor.
Pasa después bajo el puente de San Juan en los Malos Pasos, al pie del puerto de San Juan y vuelve a ser retenido en el embalse de Picadas, en la garganta del mismo nombre, de donde parten los canales del Trasvase Picadas-Toledo, que abastece de aguas a la comarca toledana de La Sagra y del Trasvase Picadas-Valmayor[cita requerida] que abastece el área madrileña. Esta zona, correspondiente a las primeras estribaciones de la sierra de Gredos, se caracteriza por la presencia de abundantes pinares, dentro de un relieve aún montañoso. Los arroyos de Becedas y Valdeyernos son algunos de sus afluentes en esta parte de su curso.
Pasa posteriormente por Aldea del Fresno, donde la orografía se suaviza. Aquí el río forma extensas llanuras fluviales, que son conocidas popularmente como la Playa de Madrid. Una de las más significativas es la situada en su confluencia con el río Perales, que aparece en una pronunciada curvatura, de 90°, a la izquierda de su cauce. 
Esta curva corresponde, en realidad, a un codo de captura. Originalmente, el Alberche era un afluente del río Guadarrama, al que tributaba a través de los pequeños ríos Villamanta y Villamantilla, cerca de Navalcarnero. Pero el curso bajo del río actual terminó capturando el curso alto del Alberche, a la altura de Aldea del Fresno, como consecuencia de una profundización del cauce, provocada, principalmente, por la acción del río Perales —que confluye en el mismo punto en dirección hacia el sur—. El curso del Villamantilla se invirtió y comenzó a fluir hacia el oeste, es decir, al contrario de como lo venía haciendo.
La unión de todos estos ríos ha dado origen a una amplia playa fluvial, aprovechada en verano como parque de esparcimiento y baño.

### Curso bajo
El último pueblo madrileño que atraviesa el río es Villa del Prado. En este término, el Alberche ha descendido a una altitud de 430 m (la mínima cota de la Comunidad de Madrid) y se rodea de cultivos de regadío, situados alrededor de uno de los sotos fluviales más importantes de la región. Esta zona es conocida como La Poveda. En Castilla-La Mancha, el río atraviesa, en primer término la localidad de Santa Cruz del Retamar, en la urbanización Calalberche. Pasa luego por Escalona, en la misma provincia, donde forma un meandro con el que rodea al castillo medieval de esta localidad, construido en el siglo XV. Aguas abajo, da nombre a varias urbanizaciones cercanas a sus riberas, como Cerro Alberche y Atalaya del Alberche.
Tras abandonar El Casar de Escalona (Toledo), forma el embalse de Cazalegas, a cuyos pies se encuentra la urbanización Serranillos Playa. Cruza después la autopista A-5 y desemboca finalmente en el Tajo, en las vegas de Talavera de la Reina, unos 5 km antes de llegar a esta ciudad toledana, en el paraje conocido como El Cristo.
Sus vegas y campiñas son aprovechadas, en su curso bajo, para el cultivo de cereales, patatas y frutales. Entre los afluentes de este tramo, cabe destacar los arroyos Grande, Mazalba y Montrueque (por la izquierda) y Tordillos, Pedrillán y San Benito (por la derecha).

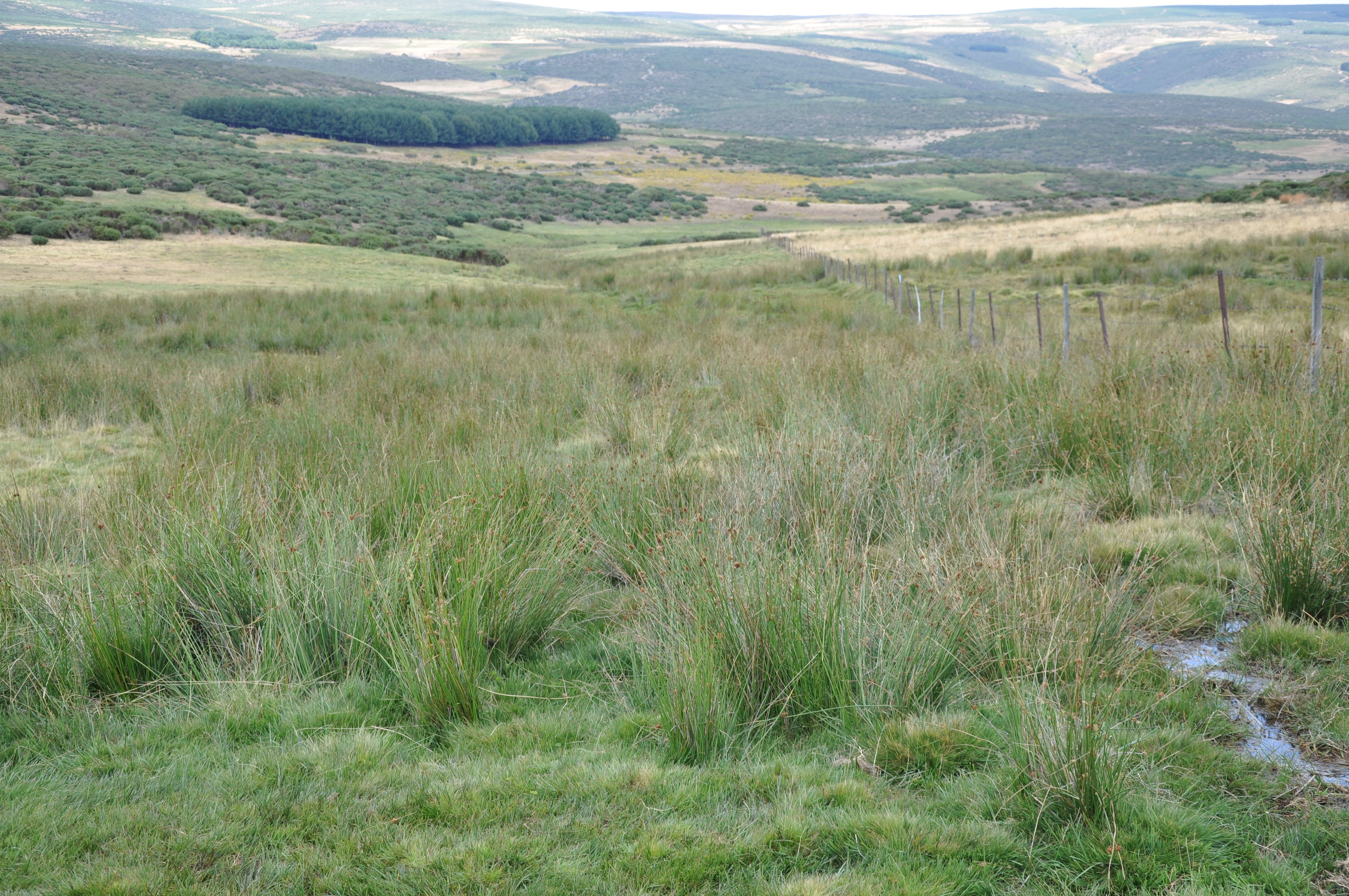
Loma de los cuarenta pinos donde nace el río
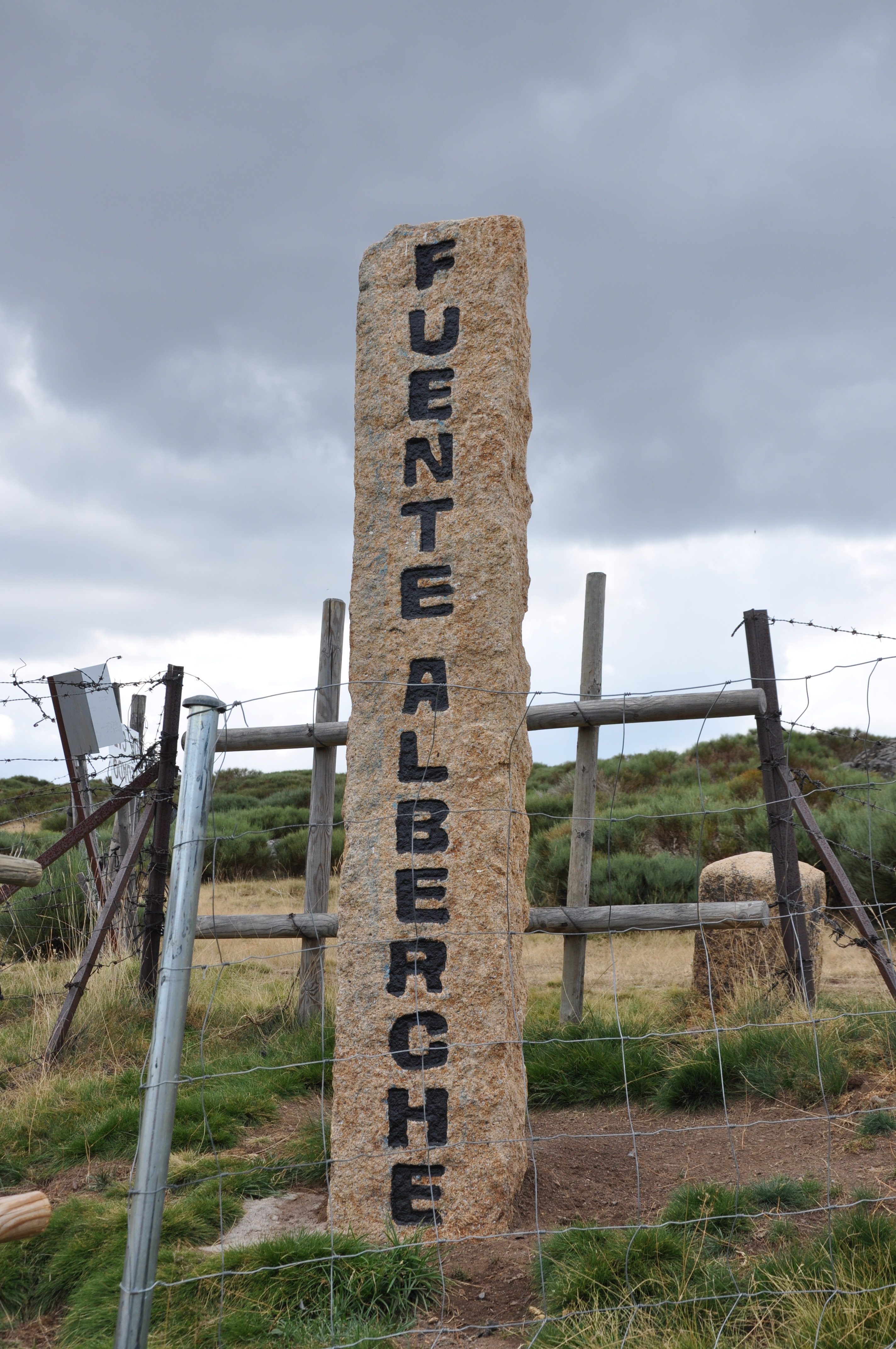
Monolito que señala el nacimiento del río en San Martín de la Vega del Alberche
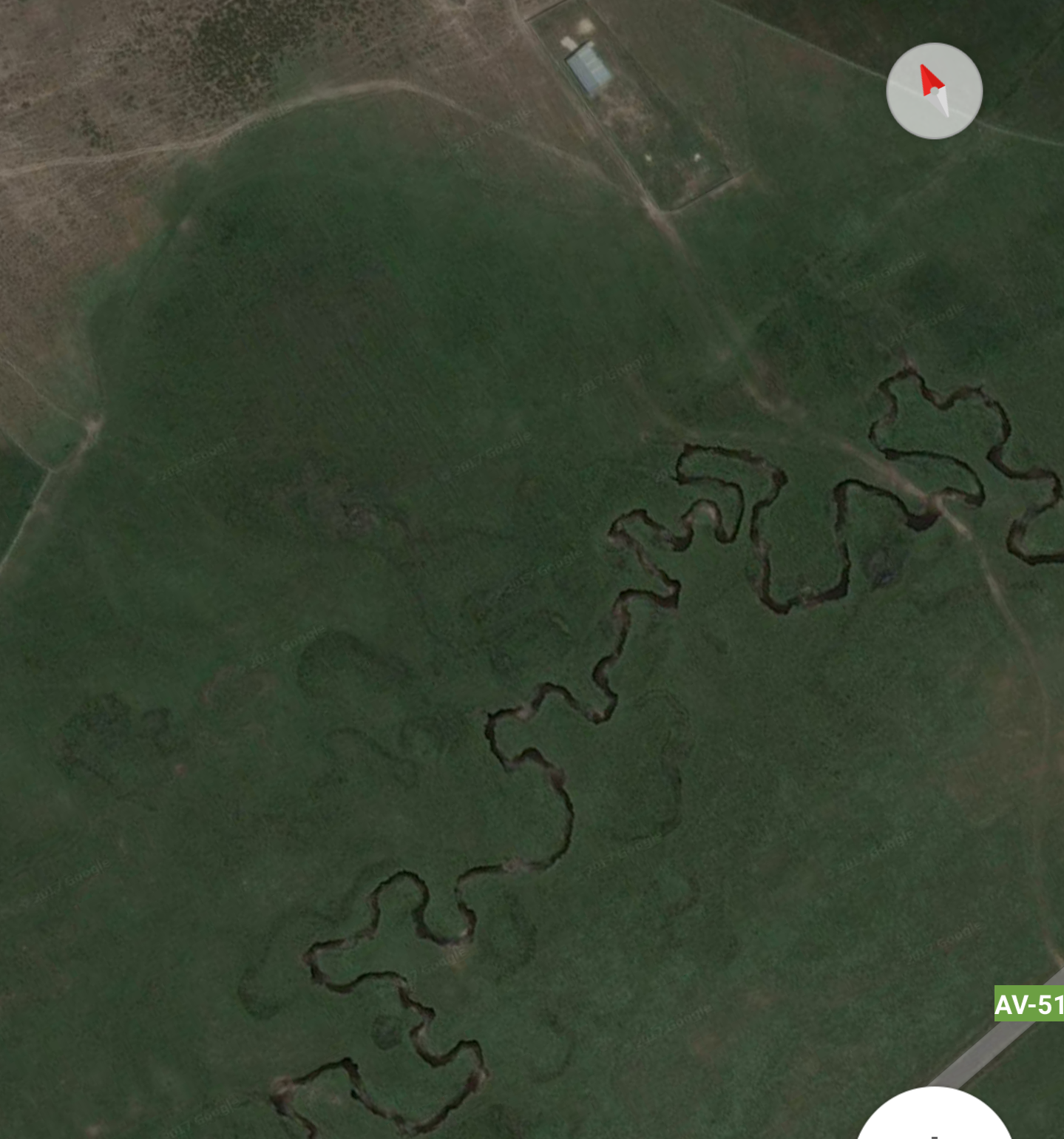
Meandros en el alto Alberche en lo que fue un lago colmatado, entre montañas
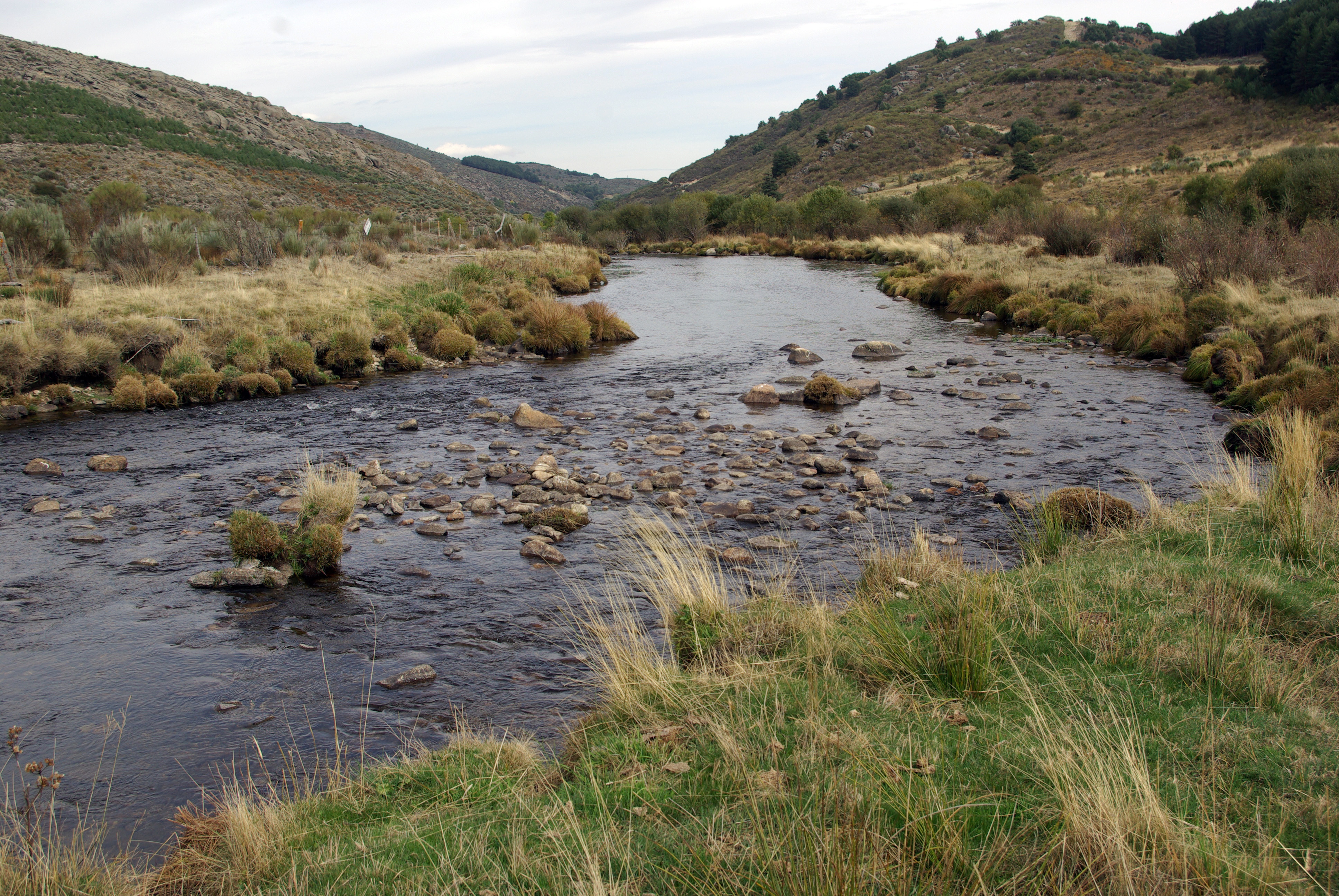
Curso alto en San Martín del Pimpollar
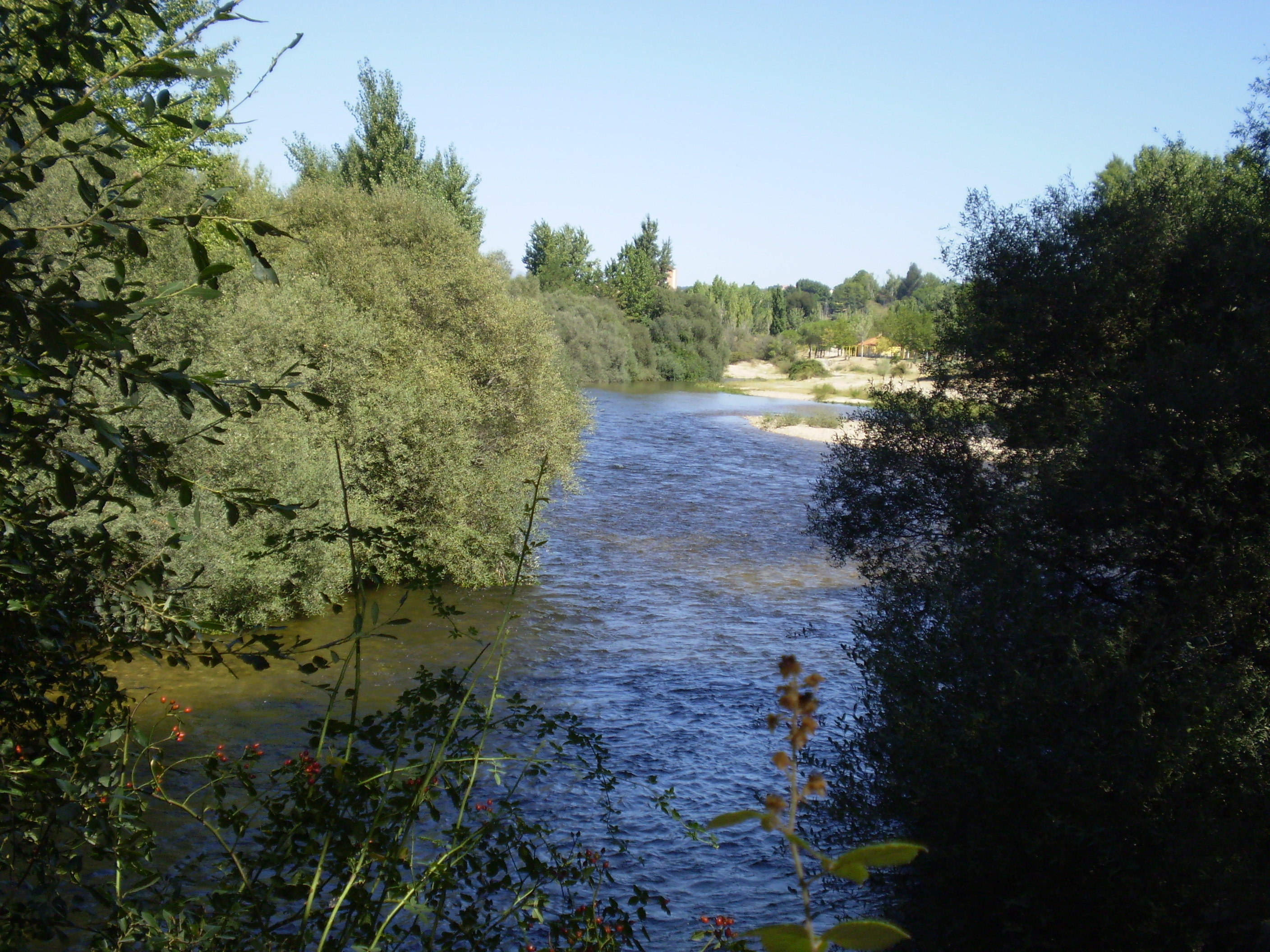
Curso medio del Alberche, en la Comunidad de Madrid
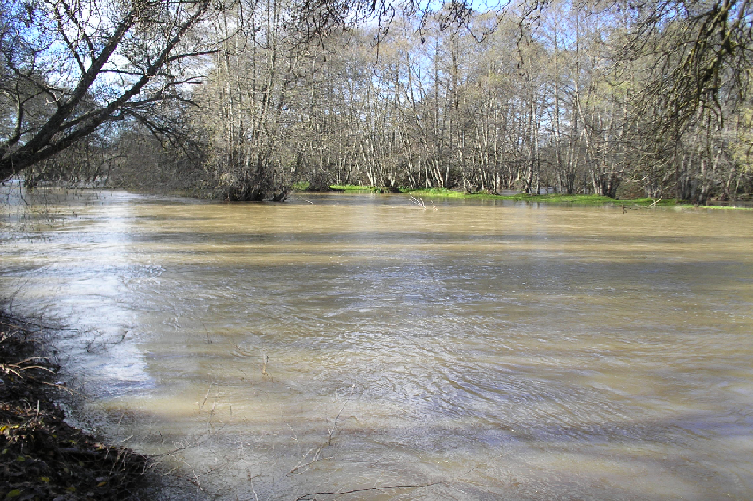
El río en invierno
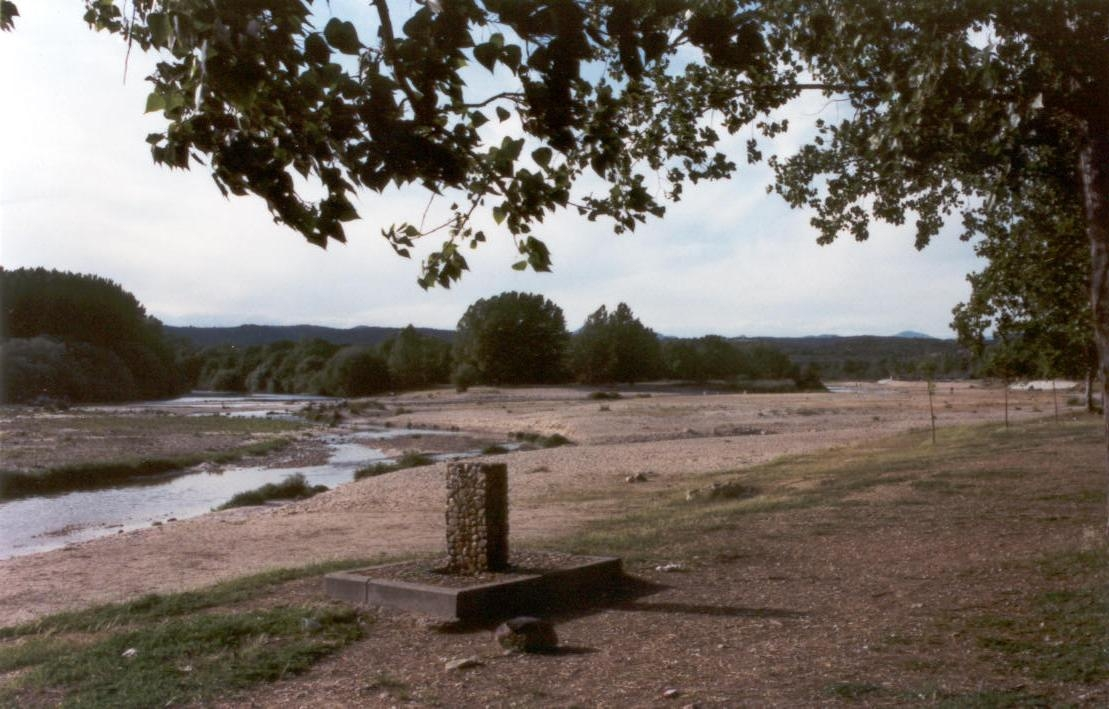
Desembocadura del río Perales en el Alberche, en Aldea del Fresno  (Madrid)
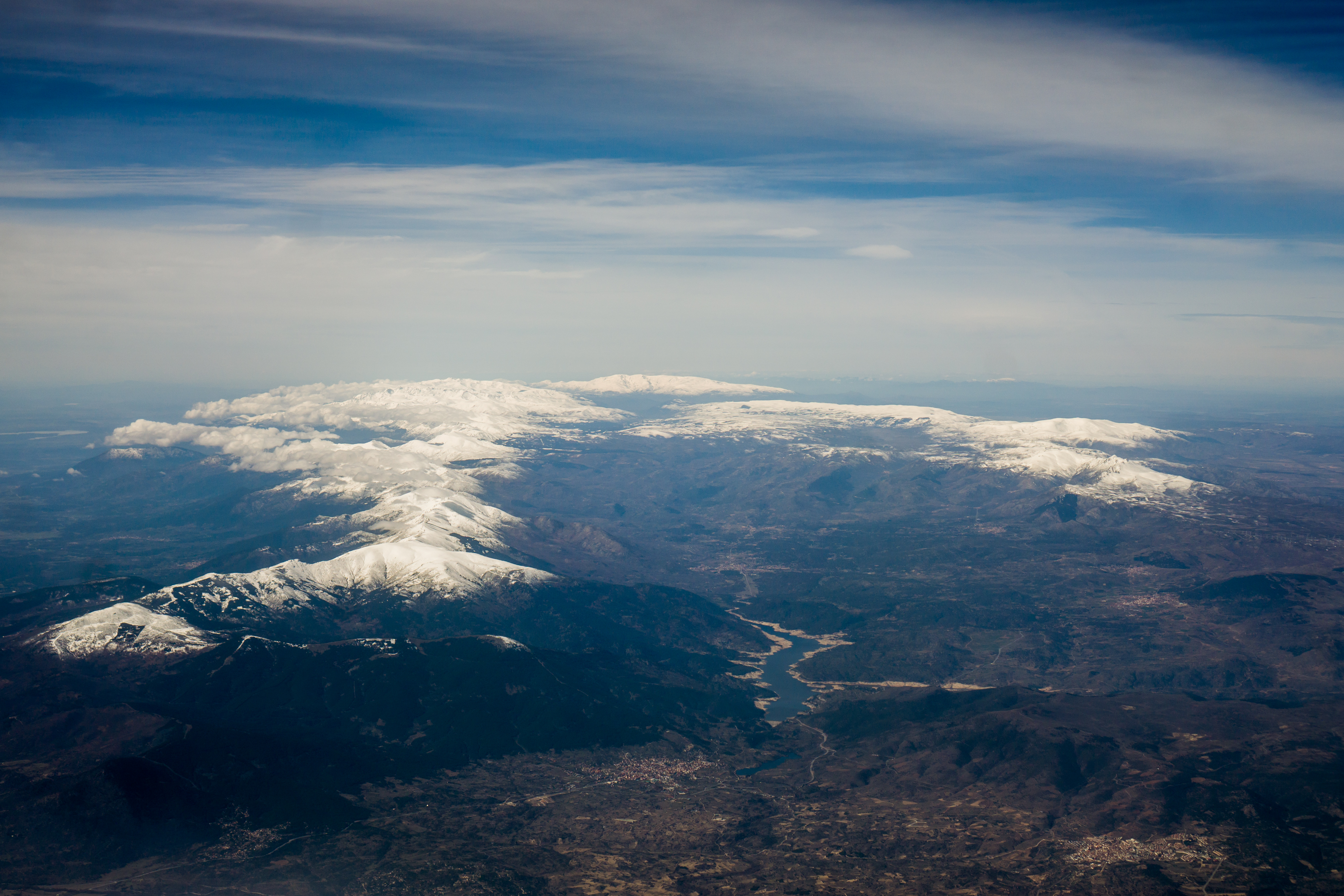
Vista aérea de la cuenca alta del Alberche en la provincia de Ávila